# Francisco de Ulloa

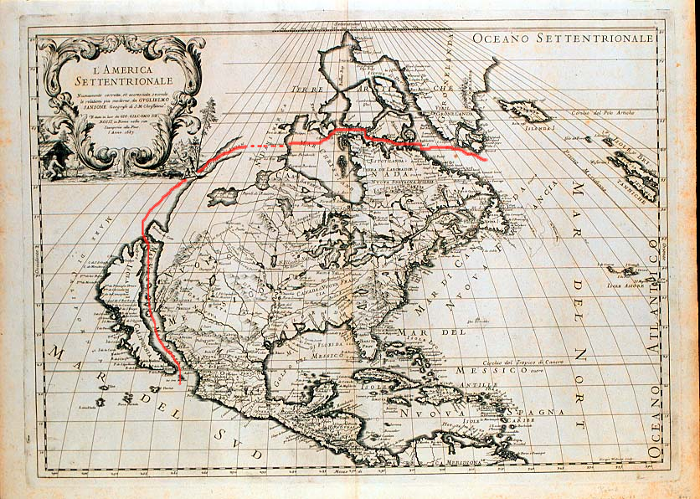
Vermuteter Verlauf der Straße von Anián

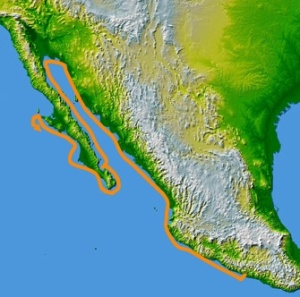
Route der Entdeckungsreise Francisco de Ulloas an der Westküste Mexikos

Francisco de Ulloa († 1540) war ein spanischer Entdecker, der im Auftrag von Hernán Cortés die Westküste des heutigen Mexiko erkundete. Die Berichte über seine Reisen entlang Niederkaliforniens haben maßgeblich zur Fortdauer des im 17. Jahrhundert verbreiteten Irrtums, Kalifornien sei eine Insel, beigetragen.
Bis heute ist nicht bekannt, ob Ulloa Cortés auf seiner ersten Expedition nach Neuspanien begleitet hat. Nach dem Bericht von Díaz del Castillo kam er erst später nach Mexiko, um Cortés Briefe von seiner Frau zu überbringen. Aufzeichnungen einiger früher Historiker zufolge hatte er jedoch sich an der Eroberung der aztekischen Hauptstadt Tenochtitlan, dem heutigen Mexiko-Stadt, mit Schiffen beteiligt.
1539 begann er, auf private Kosten von Cortés, von Acapulco aus in nördlicher Richtung eine kleine Expedition mit drei Schiffen. Er wollte die Pazifikküste erforschen und nach der geheimnisvollen Straße von Anián suchen, die eine Wasserverbindung zum Sankt-Lorenz-Golf und damit einen Teil der Nordwestpassage darstellen sollte. Etwa sechs Wochen nach dem Aufbruch am 8. Juli erreichte er den Golf von Kalifornien, welchen er nach seinem Auftraggeber Meer des Cortés nannte. Diese Bezeichnung ist noch heute verbreitet (engl. Sea of Cortés, span. Mar de Cortés). Nachdem er eines seiner Schiffe, die Santo Tomás, in einem Sturm verloren hatte, unterbrach er die Reise, um die anderen beiden zu reparieren. Schließlich setzte er die Erkundung am 12. September fort und erreichte schließlich das nördliche Ende des Golfes.
Als er dort die Straße von Anián nicht finden konnte, segelte er an der Ostküste Niederkaliforniens wieder nach Süden bis zur Bucht von La Paz, wo er die Nahrungsvorräte für seine Mannschaft wieder auffrischen ließ. Danach umrundete er mit großen Schwierigkeiten die Spitze der Halbinsel und gab den Befehl, weiter nach Norden zu segeln.
Die Fortbewegung der kleinen Schiffe wurde durch starke Winde und hohen Seegang erschwert, so dass er etwa auf Höhe der Isla de Cedros, welche bei 28° nördlicher Breite liegt, gezwungen war, wieder nach Neuspanien zurückzukehren.
Obwohl seine Entdeckungen die Tatsache stützten, dass Niederkalifornien nur eine Halbinsel ist, wurden seine Aufzeichnungen benutzt, Karten zu zeichnen, auf denen Baja California als echte Insel dargestellt wurde. Díaz del Castillo zufolge wurde Ulloa nach seiner Rückkehr im Jahr 1540 von einem anderen Segler erstochen. Andere Quellen berichten, dass die beiden Schiffe, die Santa Agueda und die Trinidad, auf der Rückreise von Niederkalifornien verloren gegangen seien.